# 神經毒性
神經毒性是對中樞神經系統或周围神经系统的功能、結構有不良影響的毒性，影響方式可能是生物性的，也可能和物理或化學有關。若對神經系統的影響大到已改變其正常功能，因而造成神經組織可逆或是永久性的傷害，即為神經毒性（像接觸神經毒素就會有此情形）。神經毒性最終會導致神經元的破壞甚至死亡。神經毒性可能因為器官移植、放射治療、特定藥物治療、娛樂性用藥、接觸重金屬、被神經毒性的毒蛇咬到、接觸农药、接觸特定工業溶剂、或是燃料，也有些自然存在的物質有神經毒性。症狀可能在接觸後立刻出現，也可能在一段時間後才出現。症狀包括虛弱或是麻木、失去記憶、視力減退、智力減退，不可控的強迫行為、妄想、頭痛、認知問題或行為問題，以及性功能障礙。若是在家中慢性暴露在輕微神經毒性的環境下，可能要暴露數個月或是數年才會出現症狀。上述所有的症狀都和黴菌毒素累積的症狀一致。